# Chalciope alcyona
Chalciope alcyona là một loài bướm đêm trong họ Noctuidae.